# Buenos Aires Cricket & Rugby Club
Maillots
Le Buenos Aires Cricket & Rugby Club, couramment appelé Buenos Aires est un club omnisports argentin de San Fernando (province de Buenos Aires) en Argentine. Le BACRC prétend être le plus ancien club argentin encore en activité. C'est un club où plusieurs disciplines sont pratiquées, le rugby à XV, le cricket, le hockey, le golf, le football et le tennis. La section de rugby à XV est membre de l'Unión de Rugby de Buenos Aires (URBA). C'est un des quatre clubs fondateurs en 1899 de la River Plate Rugby Union qui est devenue aujourd'hui l'UAR. Elle a remporté le championnat de l'URBA à dix reprises.

## Histoire

### Cricket
La date exacte de fondation du "Buenos Aires Cricket Club" est inconnue, car un incendie a complètement ravagé les installations du club, ainsi que toutes ses archives, en 1948. Néanmoins, il existe des archives qui prouvent que des membres du club ont participé à un match de cricket qui s'est déroulé dans le quartier de Recoleta à Buenos Aires.
Le premier président du club était le l'ambassadeur britannique, Frank Parish, nommé en 1858. En avril 1868, le club dispute son premier match, en allant visiter le Montevideo Cricket Club, à Montevideo, Uruguay. Le match s'est terminé 156–124, en faveur de Buenos Aires. La revanche s'est jouée en 1969 avec un resultat de 174–121 en faveur des Argentins, encore une fois.
Le 8 décembre 1864, le club inaugura officiellement son terrain de jeu, localisé dans les Bois de Palermo (Bosque de Palermo en espagnol), dans l'emplacement actuel du Planétarium Galileo Galilei. Ce jour-là, Buenos Aires bat 85-31 une équipe formée par des membres de la tripulation du HMS Bombay, un navire de la Royal Navy. Six jours après, ce même navire coule à la suite d'un incendie survenu dans le Río de la Plata.
En 1877, le club joue son premier match contre le Rosario Cricket Club, connu aujourd'hui sous le nom de Atlético del Rosario.

### Football et Rugby
Le 26 juin 1867, plusieurs membres du club se réunissent sur le terrain de jeu du Buenos Aires Cricket Club, dans le quartier de Palermo, à Buenos Aires, pour y disputer ce qui sera le premier match de football en Argentine. La rencontre devait se disputer dans le quartier de La Boca à Buenos Aires, mais dut être déplacée, à cause des fortes inondations dans la zone.
Le jeu est un tel succès, que plusieurs membres fondent le Buenos Aires Football Club, le premier club de football d'Amérique du Sud. Les années suivantes, les deux clubs partagent, tant le terrain de jeu, que les membres. Le cricket se jouait pendant l'été, tandis que le football se jouait en hiver.
Le Buenos Aires FC adopte les règles du rugby à XV, pour la première fois, en 1874.
En 1886, le club dispute un match contre l'Atlético del Rosario. Il s'agit du premier match de rugby argentin confrontant deux clubs de provinces différentes.
En 1899, le Buenos Aires FC, l'Atlético del Rosario, le Belgrano Athletic et le Lomas Athletic Club, fondent le "The River Plate Rugby Championship", l'actuelle Fédération argentine de rugby à XV (UAR).
Le premier championnat de URBA est créé la même année. Buenos Aires remporte huit des premières 15 éditions du championnat. Par contre, le club ne remporte aucun titre pendant les années 1920, 1930 et 1940, principalement, à cause de la forte résistance des nouvelles équipes, comme le Club Atlético San Isidro (CASI) et le San Isidro Club (SIC). Ces équipes ont, actuellement, remporté plus de titres que Buenos Aires.

### Un nouveau départ
En 1948, les installations du Buenos Aires Cricket Club ont été détruites par un incendie (certains affirment que cet incendie a été provoqué intentionnellement, mais cette version ne fut jamais confirmée). Le feu a détruit la plupart des archives et documents du club.
Trois ans plus tard, en 1951, le Buenos Aires Cricket Club et le Buenos Aires Football Club, décident de fusionner, sous le nom de "Buenos Aires Cricket & Rugby Club". En 1952, le nouveau club déménage à Don Torcuato, un quartier situé dans le nord du Grand Buenos Aires, où il établit son nouveau siège social. Le club conserve cet emplacement jusqu'en 1987, lorsque les terrains sont vendus au Hindú Club, un autre important club de rugby de Buenos Aires. Cette année-là, le club déménage, encore une fois, jusqu'à San Fernando, Buenos Aires,son emplacement définitif.

## Palmarès

### Cricket
- Primera División :
  - Champion (18) : 1904–05, 1919–20, 1924–25, 1927–28, 1930–31, 1938–39, 1939–40, 1940–41, 1941–42, 1949–50, 1952–53, 1956–57, 1957–58, 1963–64, 1966–67, 1971–72, 1975/76, 1976–77

### Rugby union
- championnat de l'URBA :
  - Champion (10) : 1900, 1901, 1902, 1903, 1904, 1908, 1909, 1915, 1958, 1959